# نشان گالفایان
نشان گ. گالفایان (ارمنی: Նշան Գ. Գալֆայան؛  زادهٔ ۱۶ آوریل ۱۸۶۵ - درگذشته ۱۷ ژانویهٔ ۱۹۳۳) ویراستار، کشاورز اهل ارمنستان بود.

## زندگی‌نامه
وی در ۱۶ آوریل ۱۸۶۵ در کنستانتینوپل به دنیا آمد و از آموزشگاه اسکوتاری و مدرسه بربریان فارغ‌التحصیل گشت.  وی در ۱۷ ژانویهٔ ۱۹۳۳ در سن ۶۷ سالگی در تهران درگذشت.